# センスス・ジョンストン
センスス・ジョンストン（Census Johnston、1981年5月6日 - ）は、サモアのラグビーユニオン選手。

## プロフィール
- ニュージーランド・オークランド出身[1]。
- ポジションはプロップ(PR)。
- 身長 189cm、体重 137kg
- 弟のジェームズも元ラグビー選手(元サモア代表)[2]。
- サモア代表キャップは57（2025年4月現在）でラグビーワールドカップ2007・ラグビーワールドカップ2011・ラグビーワールドカップ2015のサモア代表に選ばれた[3]。

## 略歴
タラナキ、ビアリッツ・オランピック、タラナキ、サラセンズ、トゥールーズ、ラシン92を経て、2019年、バイヨンヌに加入。
2020年、現役を引退した。